# سیاهک پاکوتاه گندم
سیاهک پاکوتاه گندم (نام علمی: Tilletia controversa) نام یک گونه از division قارچ‌های چتری است.